# Russian Roulette (canção de Red Velvet)
"Russian Roulette" é uma canção gravada pelo grupo feminino sul-coreano Red Velvet, lançada em 7 de setembro de 2016 como single digital pela S.M. Entertainment, juntamente acompanhado com um videoclipe. Foi lançado como single para o extended play Russian Roulette. Escrito pelo letrista Jo Yun Gyeong, Albi Albertsson, Belle Humble, Markus Lindell e produzido por os últimos três.

## Antecedentes e lançamento
Após o lançamento do segundo extended play da banda, The Velvet, em março de 2016, vários sites de notícias na Coreia do Sul relataram em maio que o Red Velvet teria um retorno no verão. Apesar disso, o álbum foi adiado várias vezes, causando grande estresse aos membros do grupo antes de sua empresa, a SM Entertainment, finalmente anunciar o retorno em agosto.
O grupo lançou o primeiro teaser em 1 de setembro e publicou outros teasers apresentados como colagens em sua conta oficial no Instagram durante a semana. Em 7 de setembro, a Red Velvet revelou o título do álbum junto com o single principal.

## Composição
"Russian Roulette" foi composta por Albi Albertsson, Belle Humble e Markus Lindell, que anteriormente trabalhavam com o grupo no seu último single "One of These Nights", enquanto as suas letras eram escritas por Jo Yun Gyeong. A música foi escrita antes da estréia do Red Velvet, e foi ouvida pelos membros quando eles ainda eram aprendizes, sem saber que um dia eles gravariam e lançariam. Musicalmente, Jeff Benjamin da Billboard descreve o single como uma canção synth-pop que incorpora sons de 8 bits e arcade. Bradley Stern, da PopCrush, por outro lado, caracterizou-a como uma melodia pop alegre e retroativa.

## Promoções
Uma hora antes do lançamento do single, o Red Velvet fez uma contagem regressiva especial através da aplicação V do Naver, onde discutiram o álbum e suas canções. O grupo começou a promover a canção em programas de música a partir de 8 de setembro, apresentando pela primeira vez a canção "Russian Roulette" e outra canção do álbum "Lucky Girl" em M! Countdown. Durante toda a semana, eles tocaram as duas músicas em canções programas musicais, como o Music Bank, Inkigayo e The Show, onde ganharam seu primeiro troféu para "Russian Roulette" em 13 de setembro.

## Recepção comercial
"Russian Roulette" foi um sucesso internacional e na Coreia do Sul. Ele fez sua estréia na terceira posição do Gaon Digital Chart da Coréia do Sul, mas rapidamente subiu para a posição dois uma semana depois, tornando-se a canção com a melhor posição do grupo naquele momento. Em outro lugar, "Russian Roulette" também ficou em segundo lugar no World Digital Songs da Billboard. Em 2017, a música se tornou o single mais vendido do grupo.
O single ganhou o prêmio de melhor videoclipe no Melon Music Awards de 2016.

## Desempenho nas paradas

### Gráficos semanais
| Parada (2016)                       | Melhor posição |
| ----------------------------------- | -------------- |
| Coreia do Sul (Gaon Digital Chart)  | 2              |
| Estados Unidos (World Digital Song) | 2              |

### Gráficos do fim do ano
| Parada (2016)                      | Melhor posição |
| ---------------------------------- | -------------- |
| Coreia do Sul (Gaon Digital Chart) | 38             |

### Gráficos mensais
| Parda (2016)                        | Melhor posição |
| ----------------------------------- | -------------- |
| Estados Unidos (Gaon Digital Chart) | 3              |

## Histórico de lançamento
| Região           | Data                  | Formato          | Rótulo                     |
| ---------------- | --------------------- | ---------------- | -------------------------- |
| No mundo inteiro | 7 de setembro de 2016 | Download digital | SM Entertainment           |
| Coreia do Sul    | 7 de setembro de 2016 | Download digital | SM Entertainment, KT Music |